# Sisera

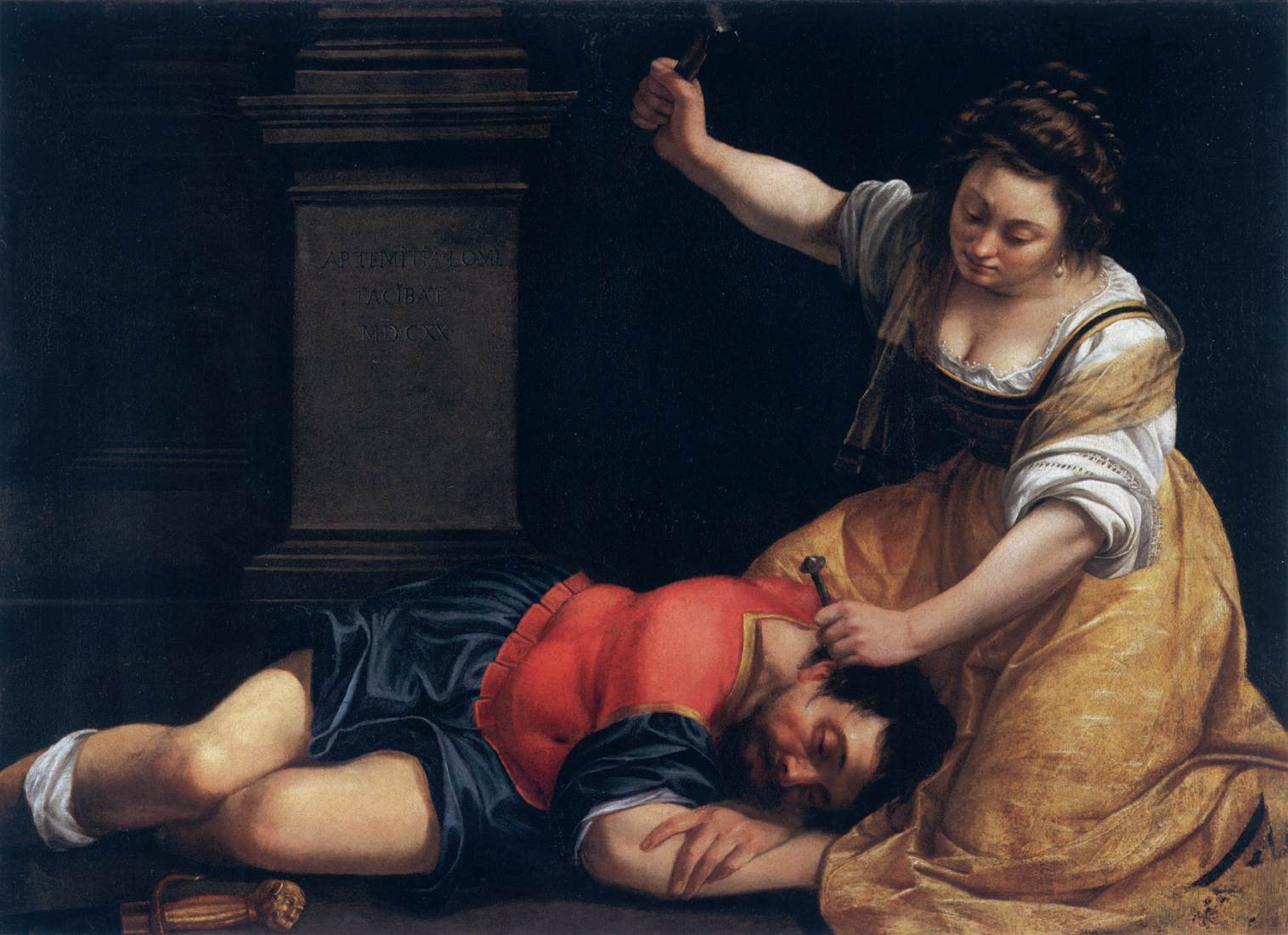
Jaël und Sisara (1620) von Artemisia Gentileschi

Sisera (hebräisch סִיסְרָא) war ein kanaanäischer Heerführer unter König Jabin.

## Biblische Darstellung
Sisera wird in Ri 4–5  und 1 Sam 12,9  erwähnt. 1 Sam 12,9 ist eine Notiz im Rückgriff auf die Erzählung im Richterbuch. Dort wird der Wohnort Siseras mit Haroschet-Hagojim חרשת הגוים angegeben, was in Übersetzungen mit Haroschet der Heiden wiedergegeben wird. Der Ort ist nicht genau identifiziert. Am Bach Kischon traf Siseras Heer auf die israelitische Streitmacht unter Führung Baraks und Deboras. Beim Anblick der Israeliten floh Sisera mit seinen Kriegern bis Haroschet-Hagojim. Dort wurden die Kanaanäer vernichtend geschlagen, während Sisera die Flucht gelang. Er fand bei Jaël, einer Verbündeten Jabins Unterschlupf. Er bat Jael um Wasser, weil er durstig war. Diese aber öffnete einen Schlauch, in dem Milch war, gab ihm zu trinken und bedeckte ihn. Jaël tötete Sisera während er schlief, indem sie ihm einen Zeltpflock mit einem Hammer durch die Schläfe trieb. Das Motiv für diese Tat bleibt im Unklaren.
In Ri 5 wird Sisera im Siegeslied der Debora erwähnt.

## Etymologie des Namens
Der Name Sisera ist nicht semitischen Ursprungs. Vermutlich stammt der Name aus dem Bereich der Seevölker.

## Midrasch
Der Midrasch Yalḳuṭ Shim'oni zu Richter 4,3 schmückt die Heldentaten Siseras aus, um ihn als gefährlicheren Gegner erscheinen zu lassen und den Sieg der Israeliten damit ebenfalls weiter hervorzuheben. Das steht in Kontrast zur humoristischen Färbung der biblischen Erzählung, nach der Sisera als Angsthase dargestellt wird.

## Wirkung in Kunst und Literatur
- Johann Simon Mayr: Sisara, Oratorium, Venedig 1793
- Artemisia Gentileschi: Jael und Sisera, entstanden 1620 in Florenz, hängt im Szépművészeti Múzeum, Budapest
- Jacopo Palma der Jüngere: Giaele uccide Sisara, Gemälde
- James Tissot: Jael ermordet Sisera, Gemälde
- Gustave Doré: Jael tötet Sisera, 1866
- Georg Scholz: Der Tod des Sisara, 1914, Federzeichnung laviert auf Papier